# Deutsche Fährstraße

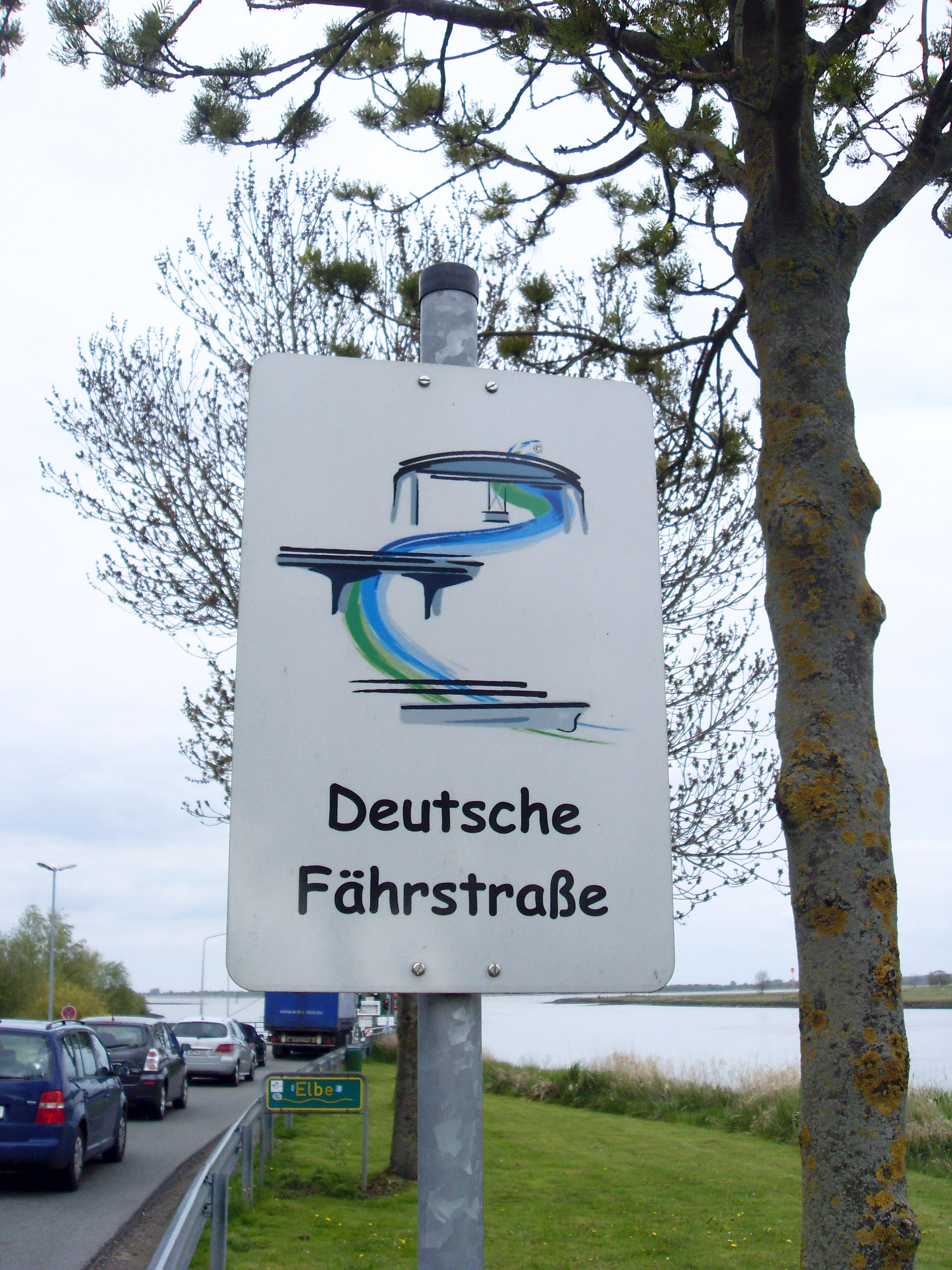
Schild der Deutschen Fährstraße an der Elbfähre Glückstadt – Wischhafen

Die Deutsche Fährstraße, eine rund 250 Kilometer lange, im Mai 2004 eröffnete touristische Ferienstraße zwischen Kiel und Bremervörde, verbindet rund 50 Brücken, Schleusen, Sperrwerke und Fähren – darunter die beiden letzten deutschen Schwebefähren in Rendsburg sowie Osten an der Oste – und demonstriert auf diese Weise nahezu alle Möglichkeiten, die der Mensch je ersonnen hat, ein Gewässer zu queren. Die Ostefähre Gräpel ist eine der seltenen handgezogenen Seilfähren auf dieser Route. Auch die Seilfähre „Else“ ist seit Juni 2018 Teil dieser Ferienstraße.
Die drei verschiedenen Routen (für Radler, Autofahrer und Wassersportler) folgen dem Fluss Oste, der Unterelbe, dem Nord-Ostsee-Kanal und der Kieler Förde. Die Ferienstraße wird von der Arbeitsgemeinschaft Osteland e. V. mit dem Slogan „Frohe Fährien im frischen Norden!“ beworben.
Vom Publikum des MDR-Fernsehens wurde die Deutsche Fährstraße als „Traumstraße Deutschlands“ am 8. Oktober 2008 auf Platz 2 von 50 nominierten deutschen Ferienstraßen gewählt.
Die Deutsche Fährstraße war im Mai 2004 von Vertretern der AG Osteland und der Tourist-Info NOK und mit Grußworten der Ministerpräsidenten von Schleswig-Holstein und Niedersachsen eröffnet worden. Finanziert wurde die Ausschilderung der Ferienstraße mit EU-Geldern des Amtes für Landentwicklung in Bremerhaven, von den Volksbanken sowie den Städten Brunsbüttel und Bremervörde, der Gemeinde Burg (Dithmarschen) und den Samtgemeinden Nordkehdingen, Am Dobrock, Hemmoor, Börde Lamstedt und Oldendorf-Himmelpforten.

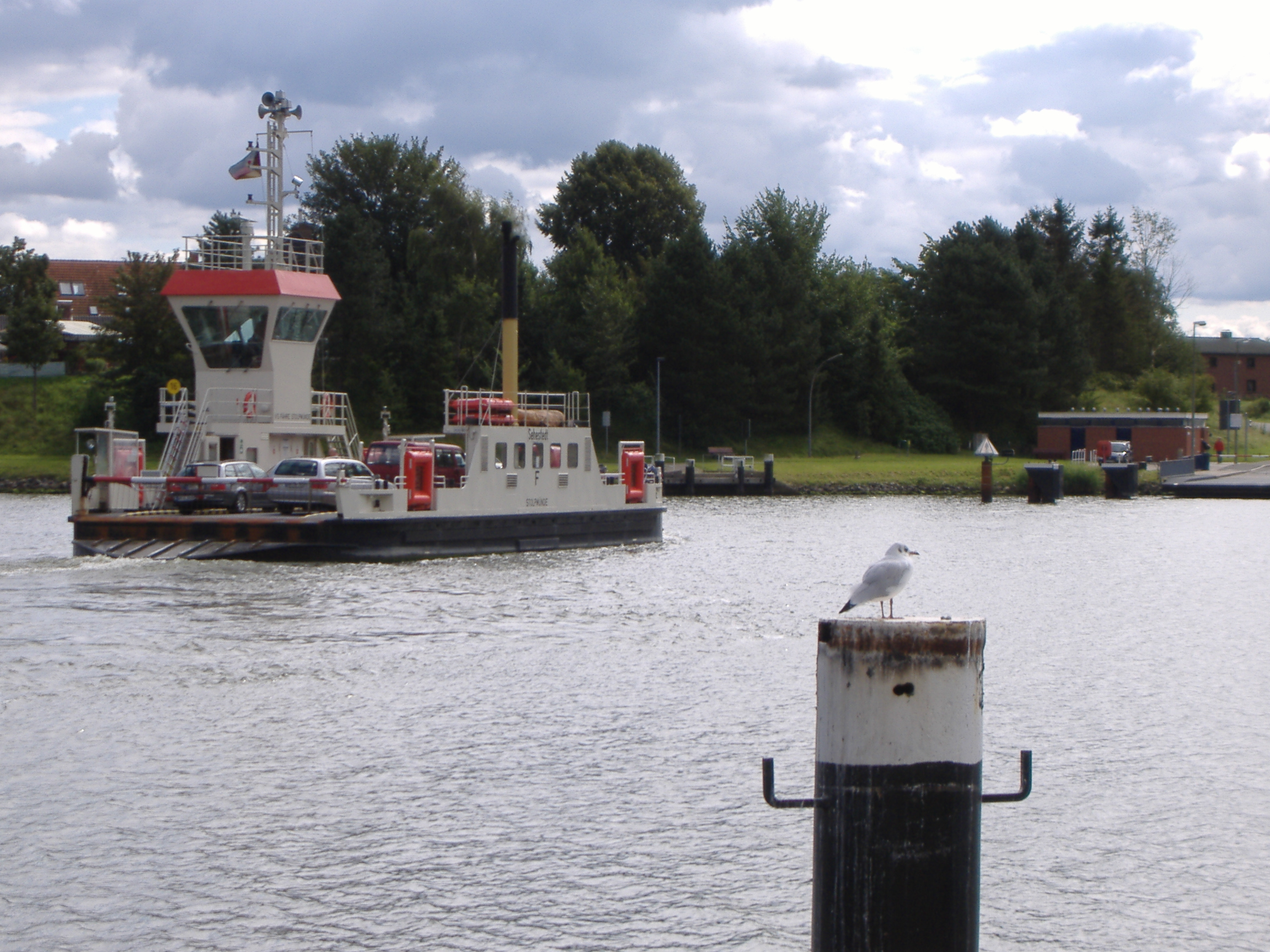
Kanalfähre in Sehestedt
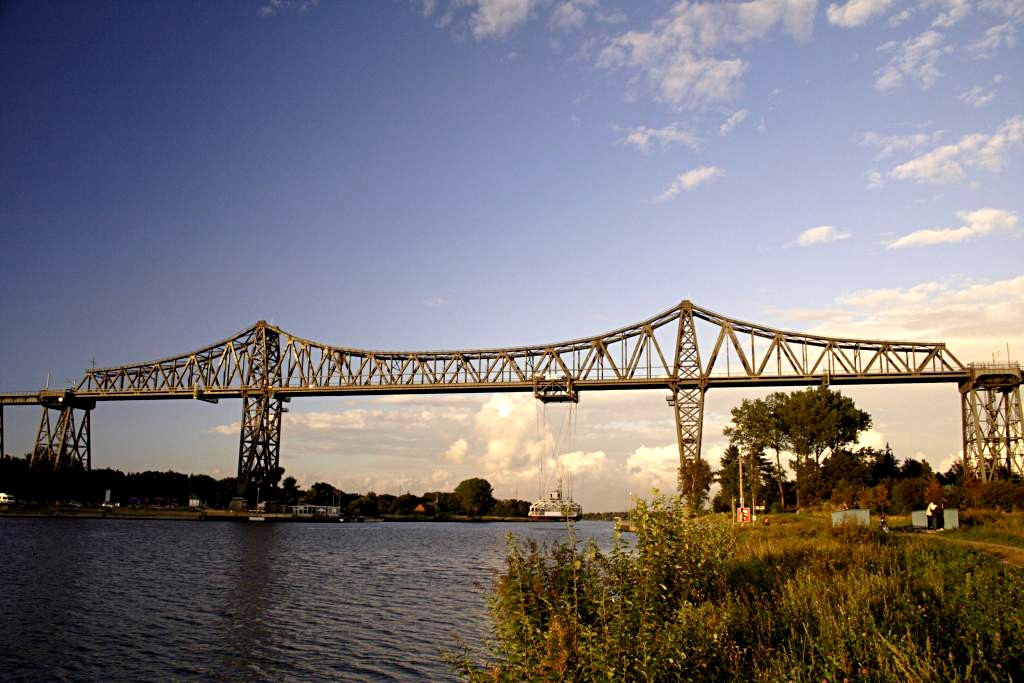
Rendsburger Hochbrücke mit Schwebefähre
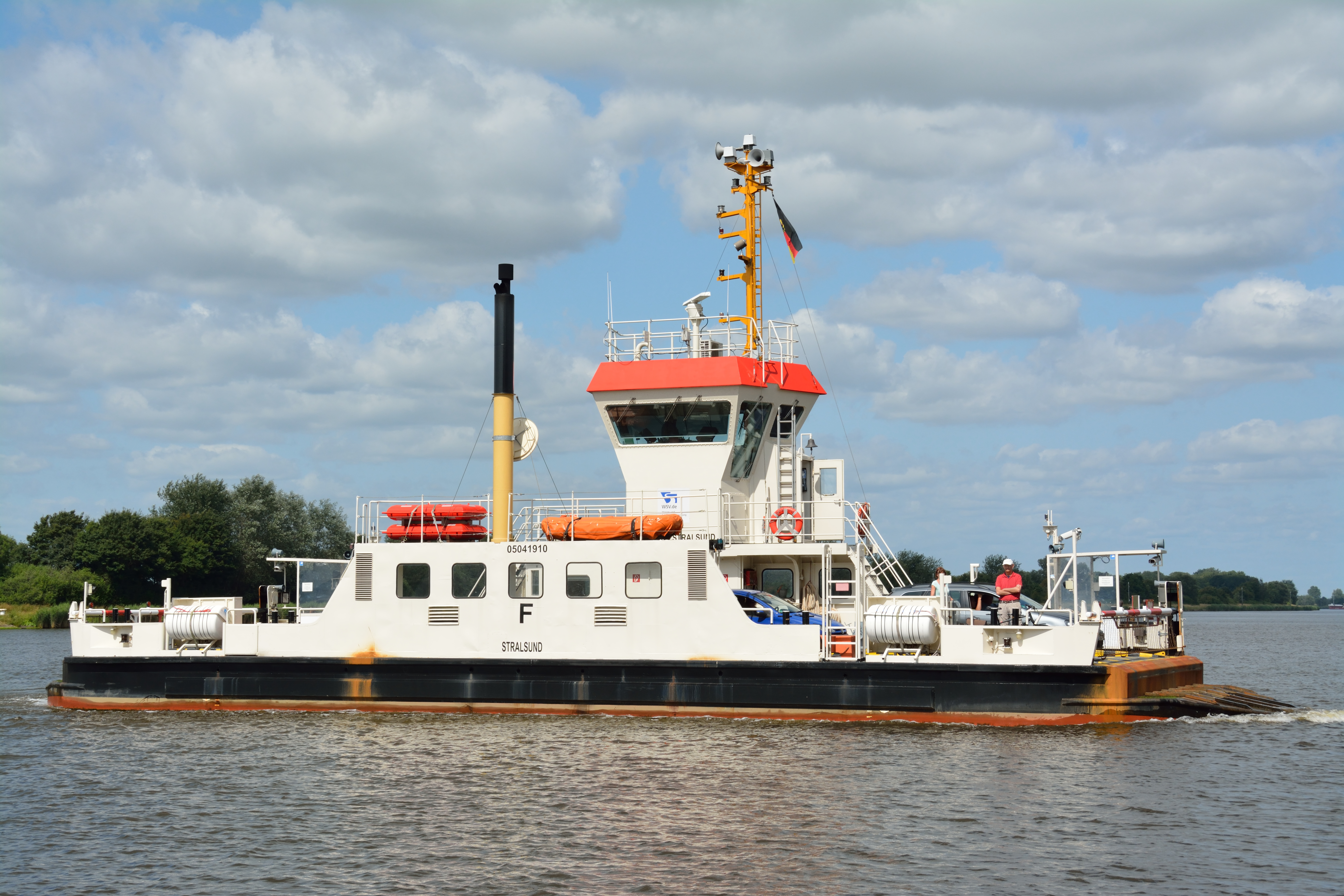
Fähre auf dem Nord-Ostsee-Kanal bei Breiholz
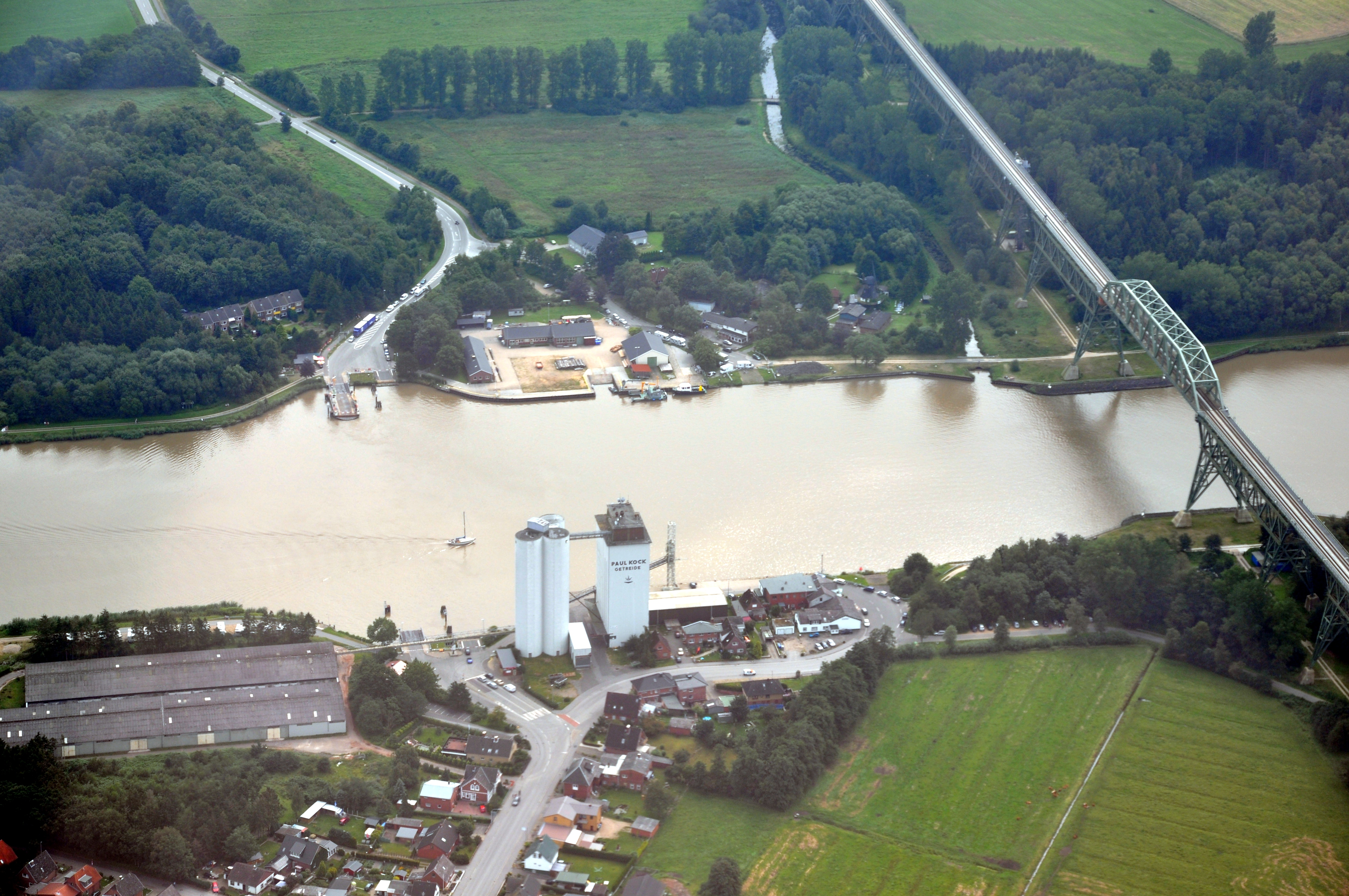
Fähre neben Hochbrücke Hochdonn
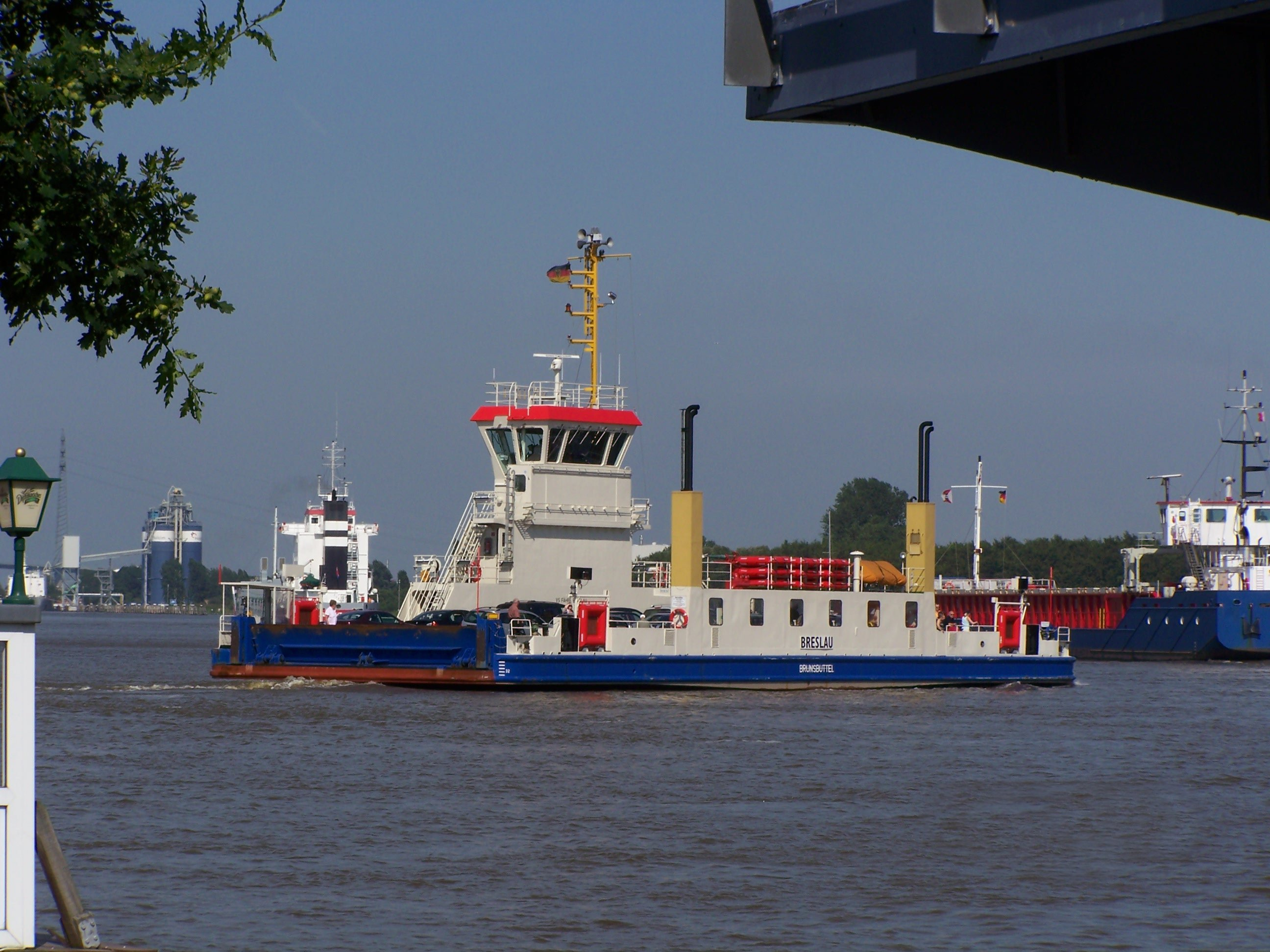
Brunsbüttel – Fähre über den Nord-Ostsee-Kanal
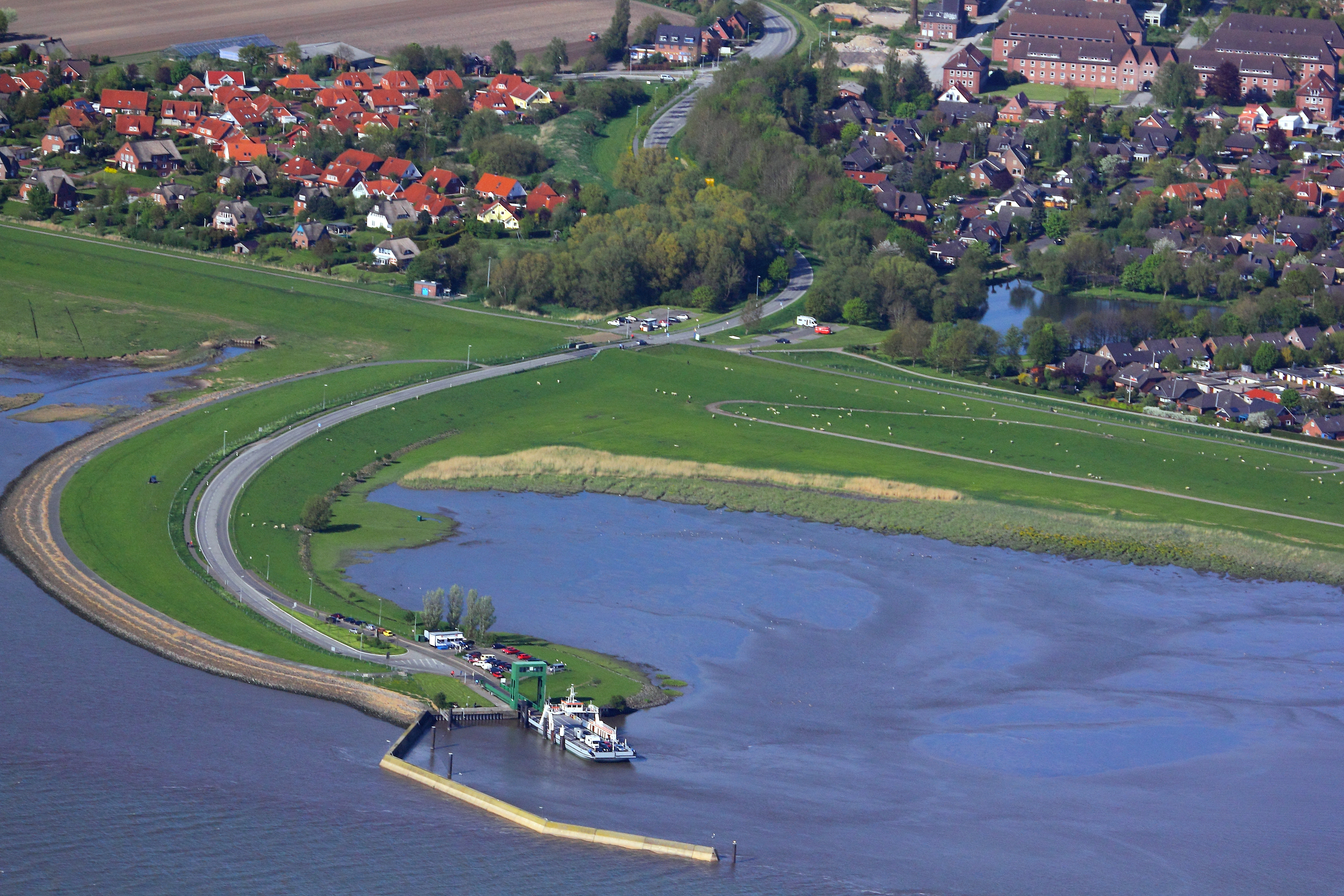
Fähranleger Glückstadt
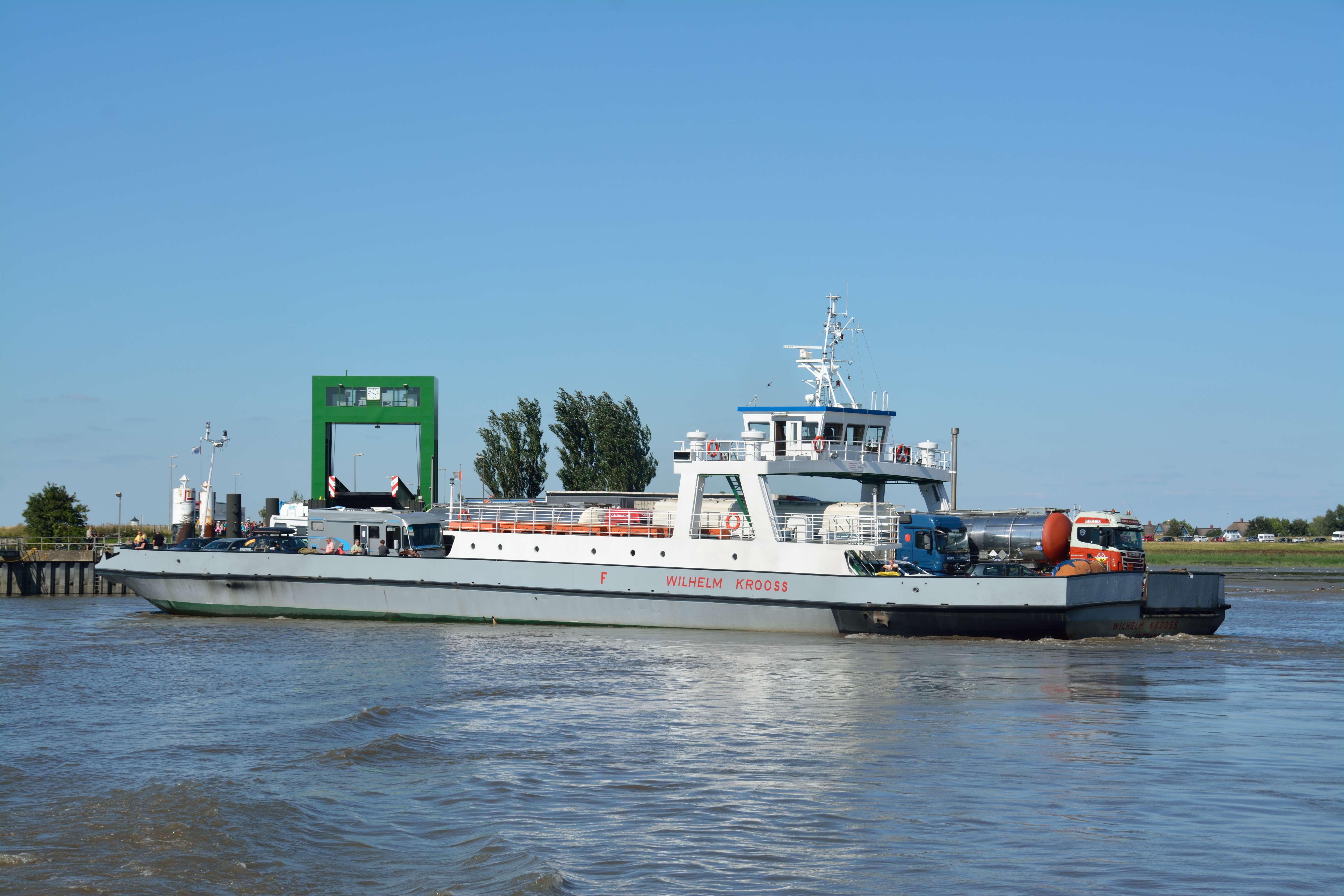
Elbe-Fähre Glückstadt-Wischhafen
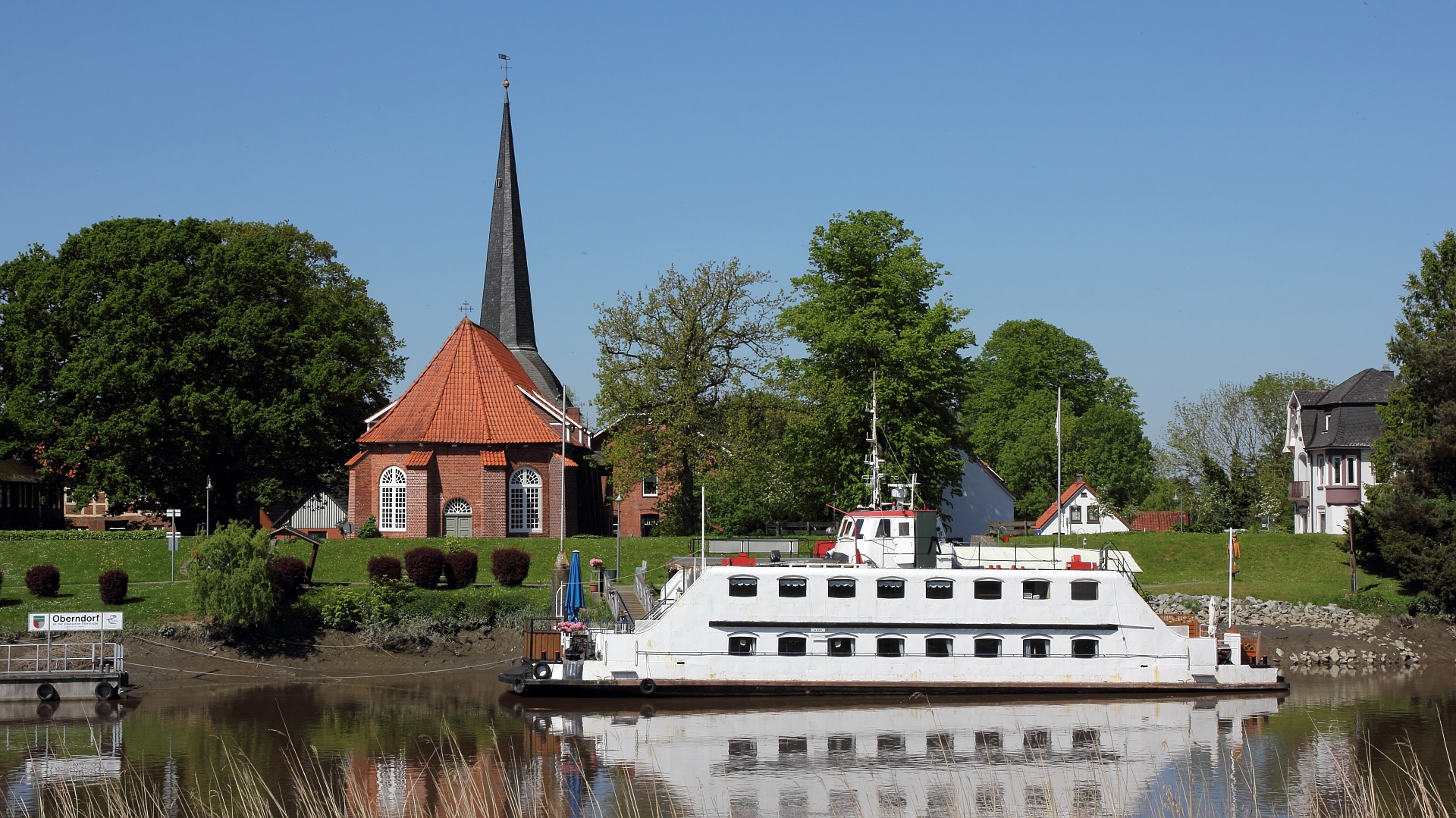
Ehem. Ostseefähre als Gastroschiff Ostekieker im früheren Fährort Oberndorf an der Oste
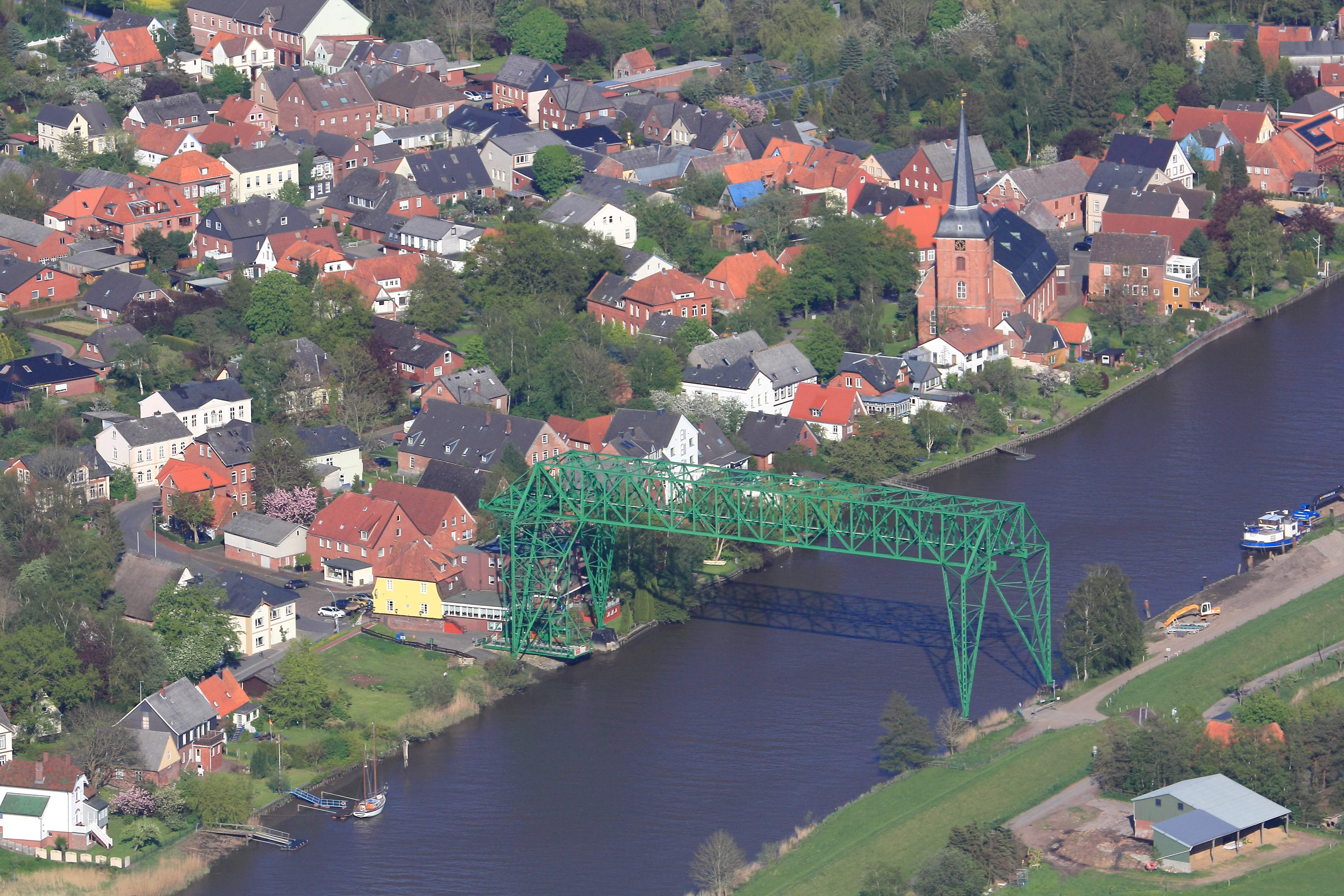
Schwebefähre Hemmoor-Osten am alten Ortskern von Osten
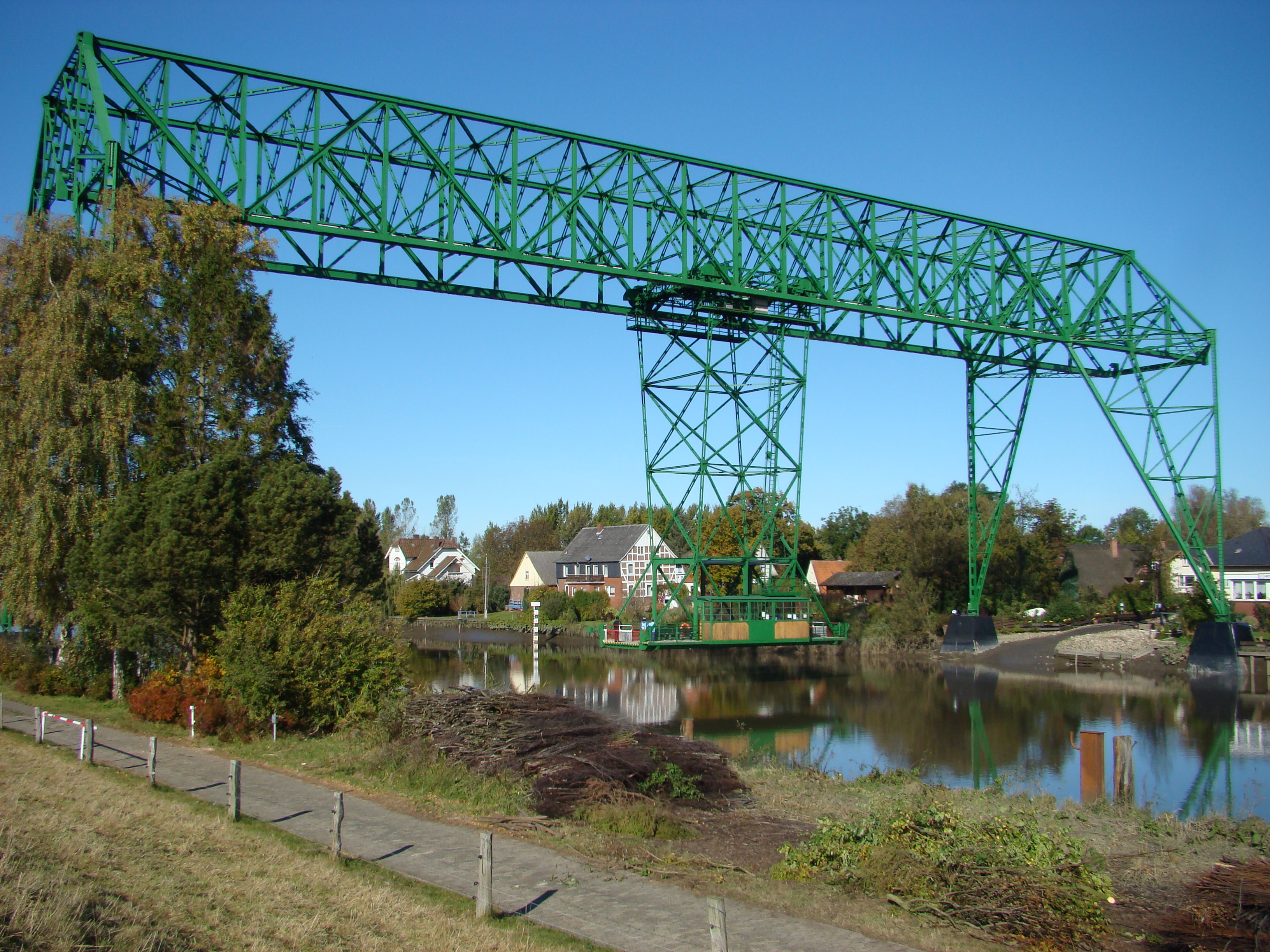
Schwebefähre Osten – Hemmoor in Betrieb
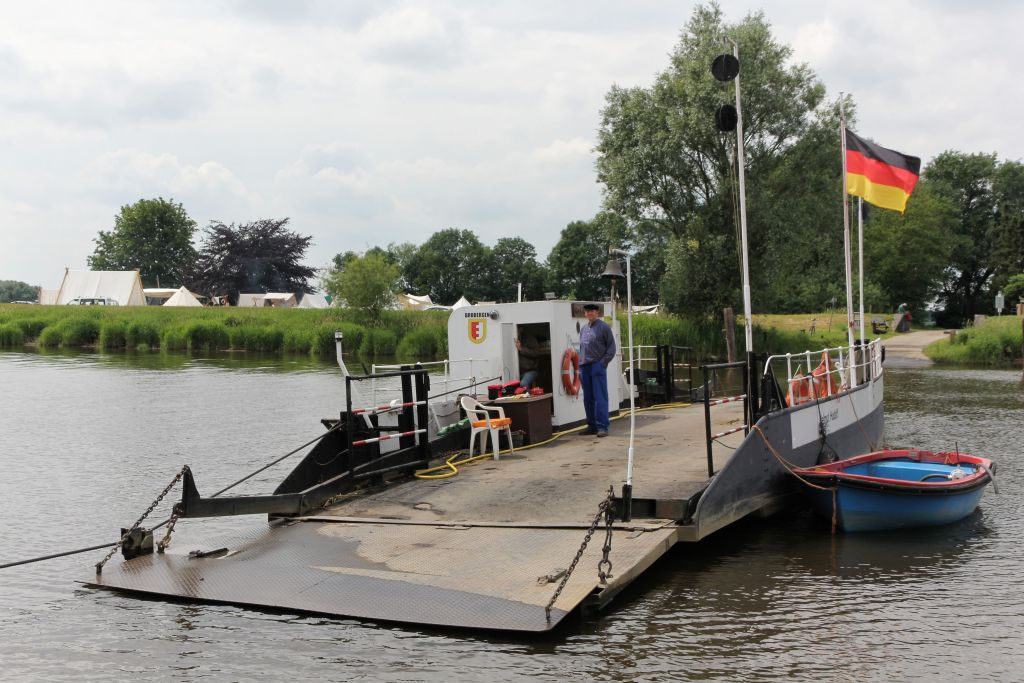
Prahmfähre über die Oste in Brobergen
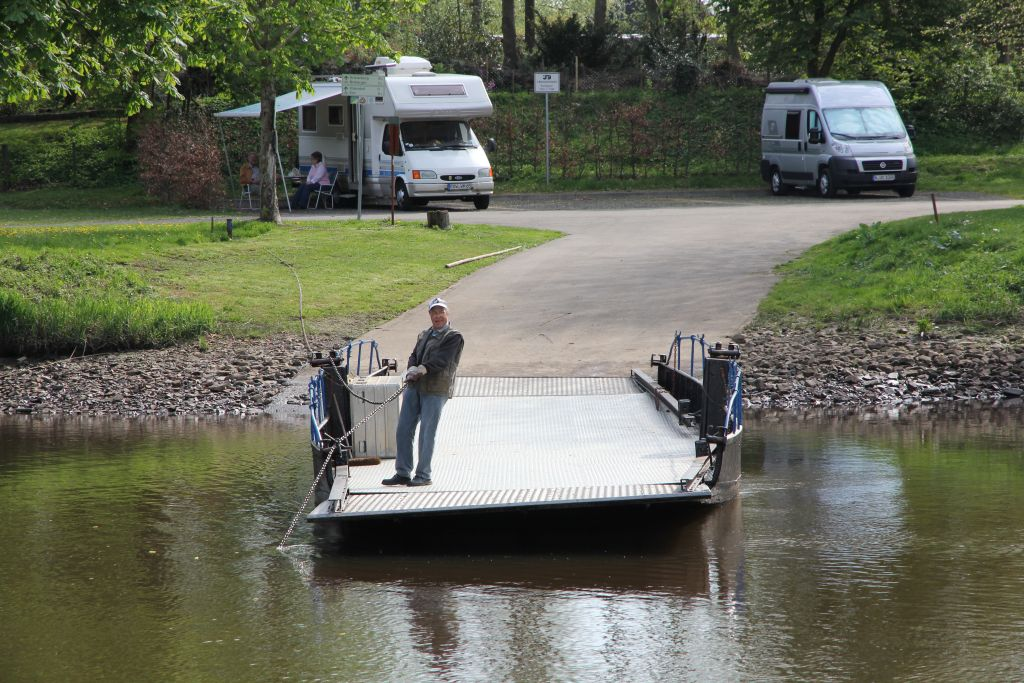
Handbetriebene Prahmfähre über die Oste in Gräpel
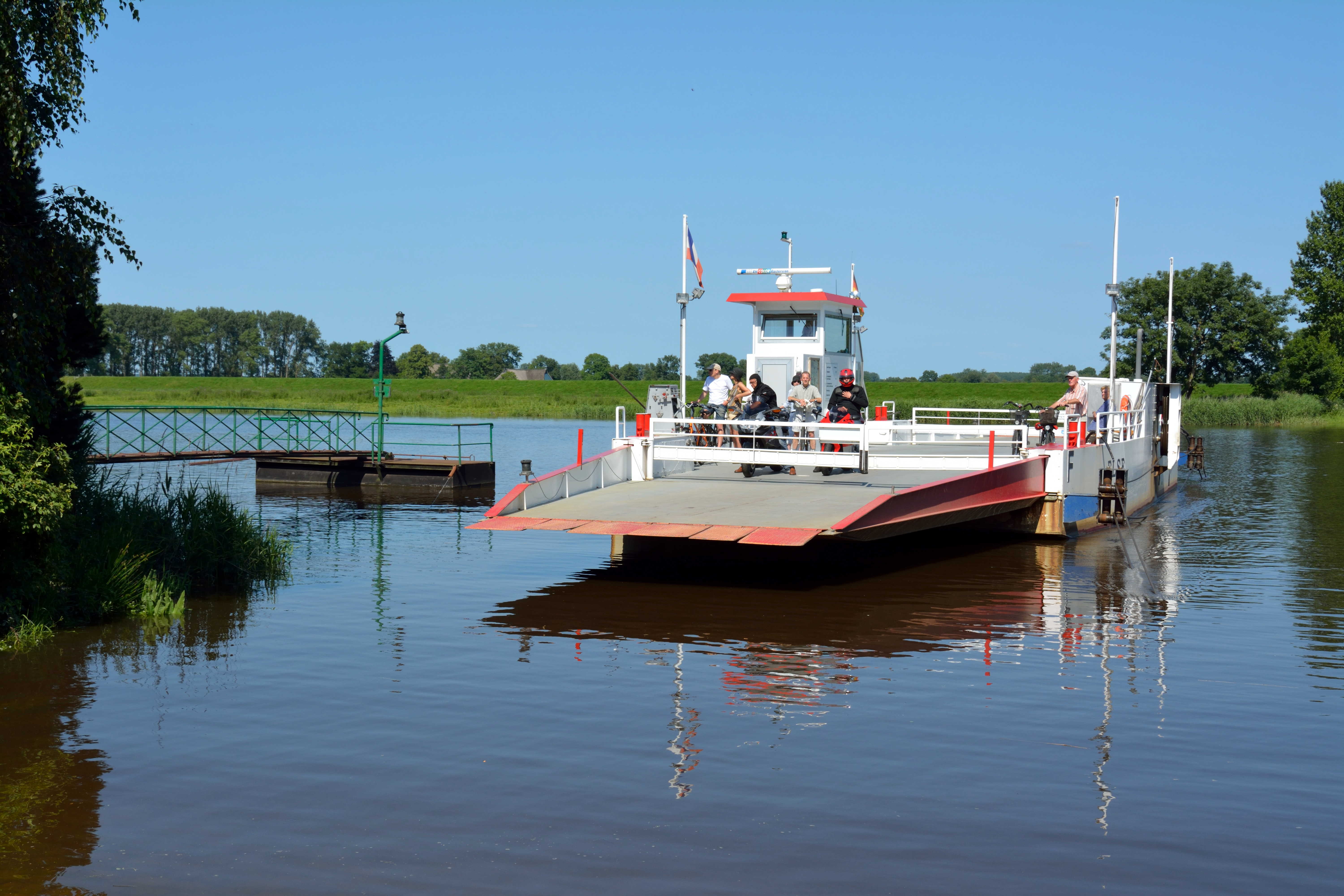
Seilfähre „Else“